# 马尔迈松城堡
马尔迈松城堡（法語：Château de Malmaison，法語發音：[ʃɑ.to də‿mal.mɛzɔ̃]）是位於法國吕埃-马尔迈松的一座法式城堡。曾是拿破崙妻子約瑟芬·德·博阿爾內居住的地方。在1800年至1802年期間，馬爾梅松城堡和杜伊勒里宫並為法國政府所在地。現在這座城堡則是一座博物館。

## 外部連結
- 官方網站（法文）
- "Josephine's garden", Orient Express Magazine, Vol. 19, No. 1, by HRH Princess Michael of Kent （页面存档备份，存于）